# Бук-Ґуральський
Бук-Ґуральський (пол. Buk Góralski, нім. Leinefelde) — село в Польщі, у гміні Яблоново-Поморське Бродницького повіту Куявсько-Поморського воєводства.
Населення — 276 осіб (2011).
У 1975-1998 роках село належало до Торунського воєводства.

## Демографія
Демографічна структура станом на 31 березня 2011 року:
|          | Загалом | Допрацездатний вік | Працездатний вік | Постпрацездатний вік |
| -------- | ------- | ------------------ | ---------------- | -------------------- |
| Чоловіки | 147     | 36                 | 100              | 11                   |
| Жінки    | 129     | 22                 | 78               | 29                   |
| Разом    | 276     | 58                 | 178              | 40                   |